# 岡伸晃
岡 伸晃（おか のぶあき、1984年3月20日 - ）は、ニュースやバラエティなど情報番組を手がける放送作家。愛知県名古屋市出身。中京大学社会科学部卒業。
江戸前鮨の魅力にハマり鮨の食べ歩きを続け、2025年3月17日に名古屋に鮨おかをオープン。店主は弟の岡宗一郎が務めている。

## 略歴
大学卒業後、2007年から放送作家として活動を開始。
身長190cmと高身長のため「日本一大きい放送作家」と呼ばれる。